# Port de Bonifacio
Pour les articles homonymes, voir Port (homonymie) et Bonifacio (homonymie).
Le port de Bonifacio est un port maritime pittoresque des bouches de Bonifacio, à Bonifacio, à la pointe sud de la Corse.

## Histoire
Ce petit port de pêche traditionnel et de plaisance est construit le long d'un goulet naturel des calanques de Bonifacio, long d'environ 1 mille marin (1,8 km) naturellement protégé des vents et de la mer, au pied de la citadelle de Bonifacio (XIIe siècle), avec une entrée signalée par le phare de la Madonetta de 1854.

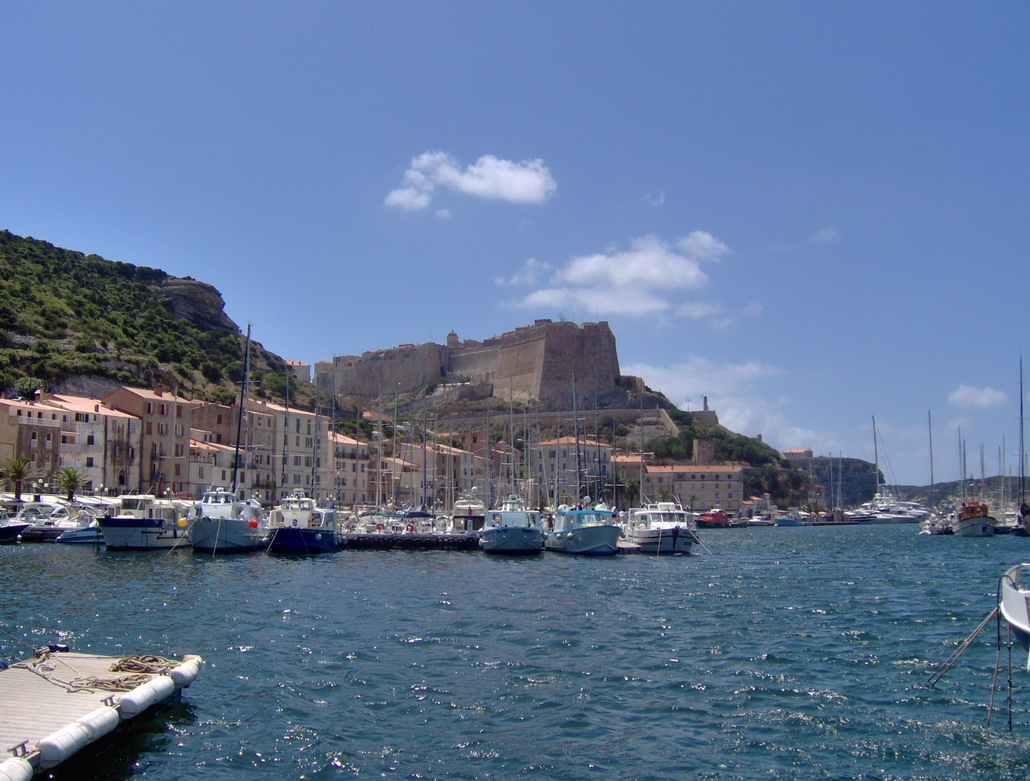
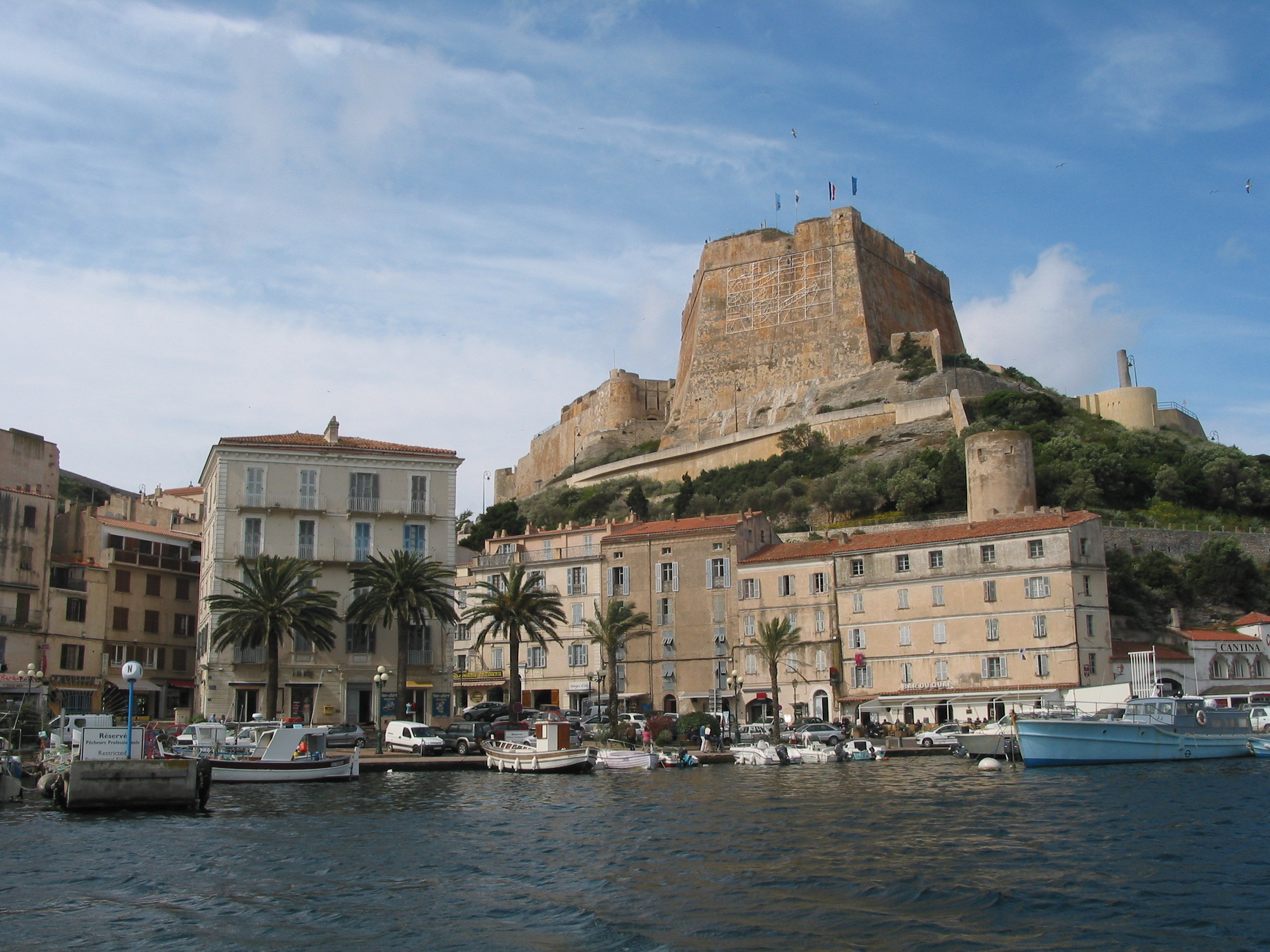
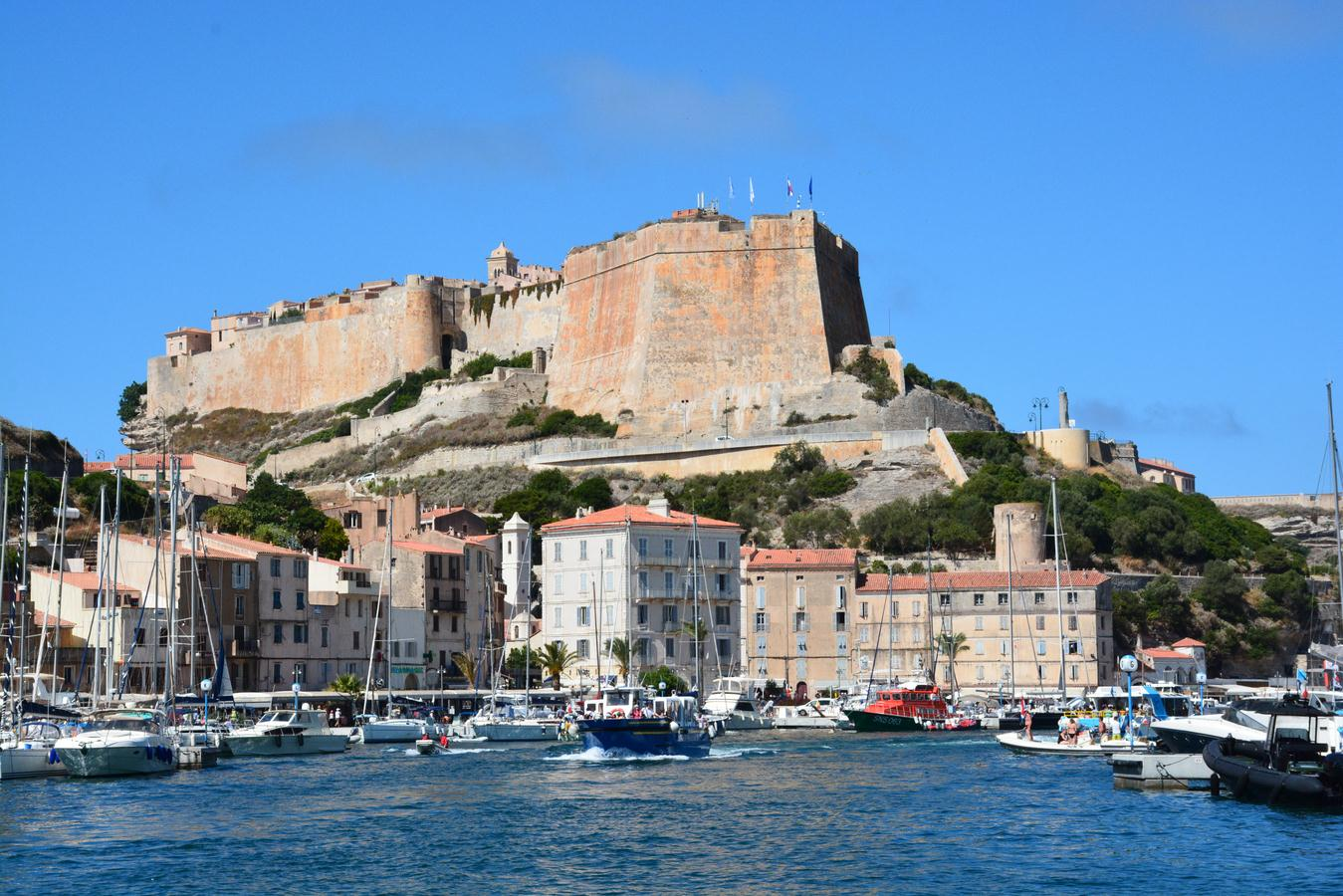

Il a une capacité d'environ 350 places sur ponton pour des bateaux jusqu'à 85 m de long et 6 m de tirant d'eau,,.

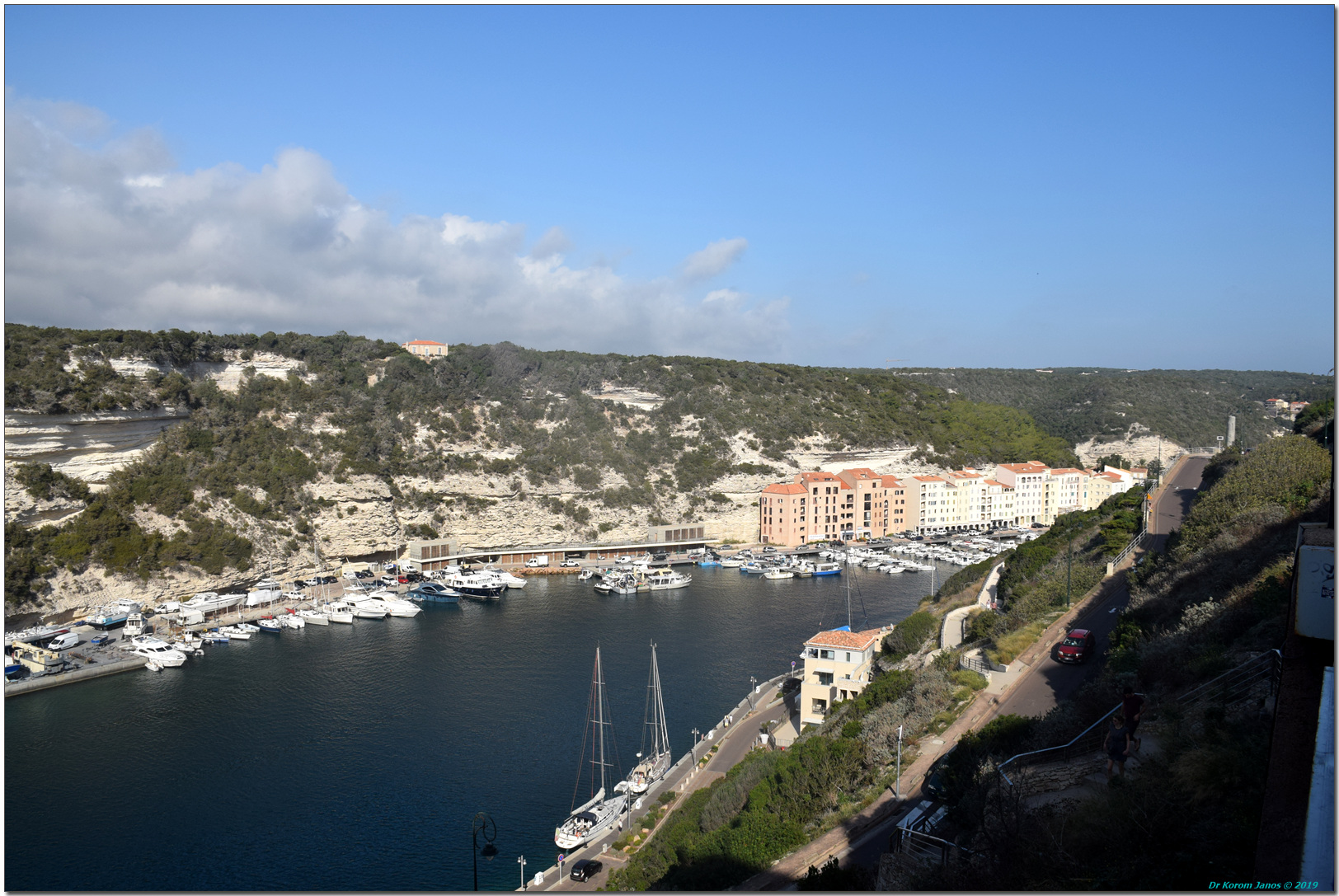
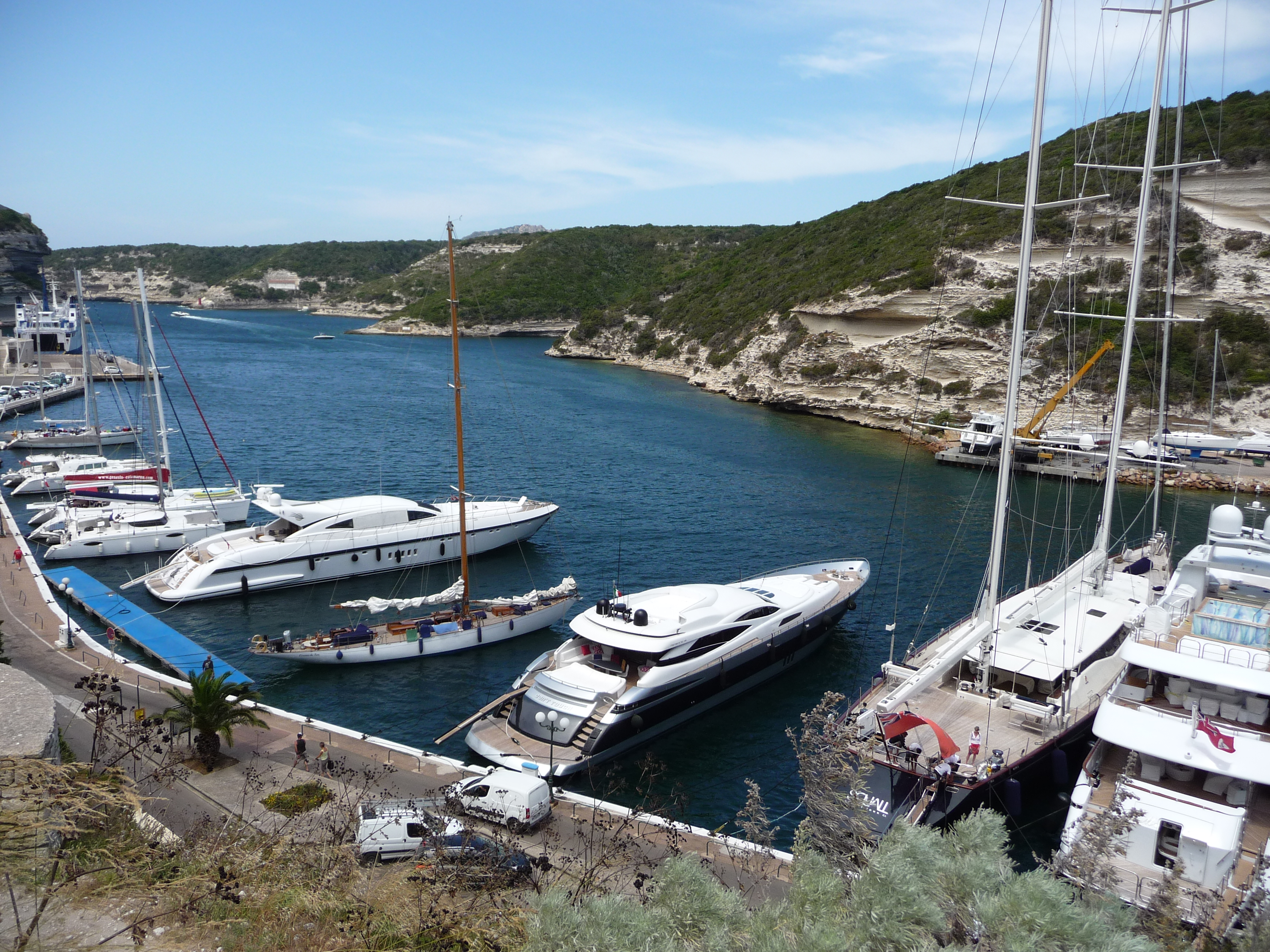
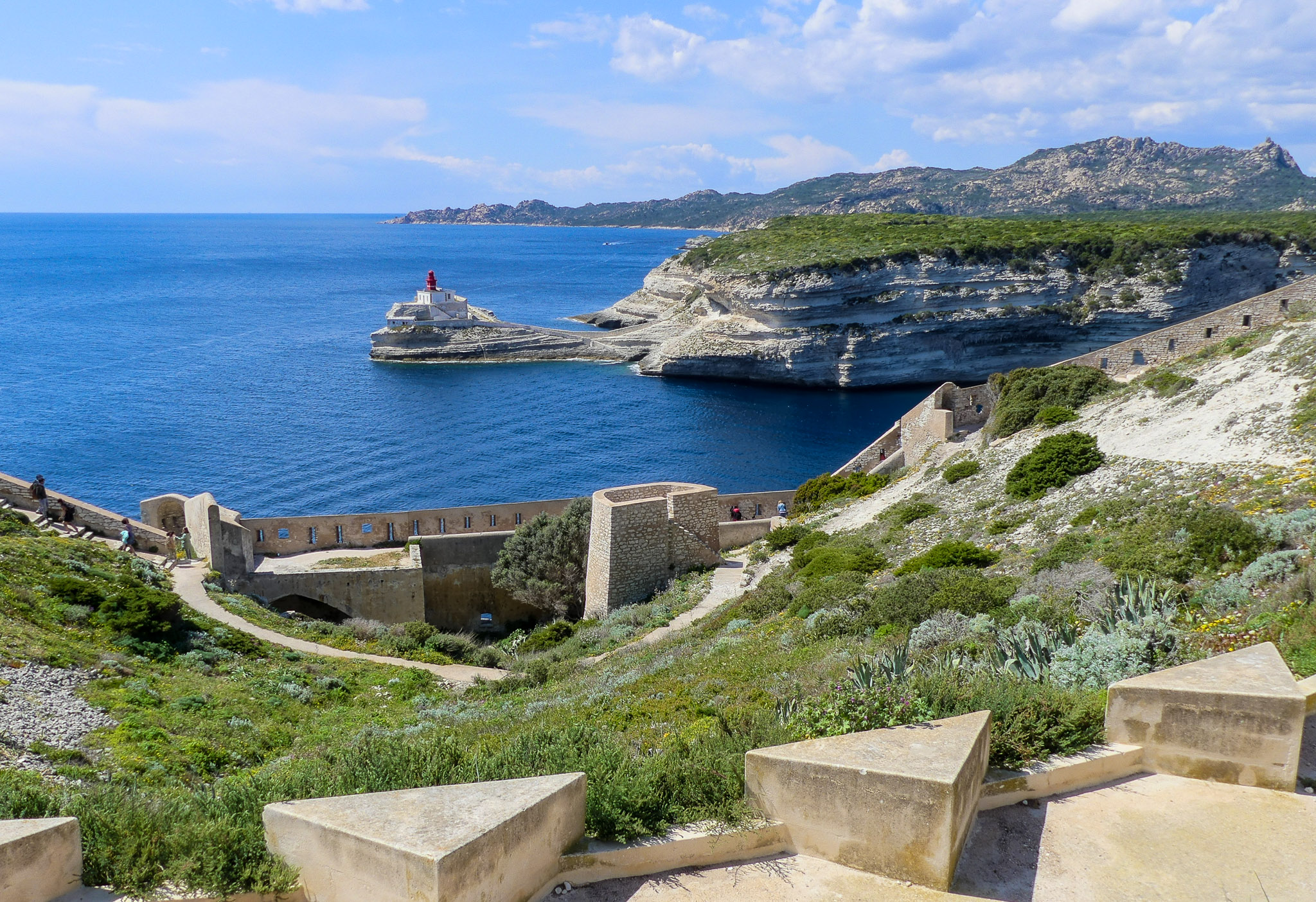

Le site portuaire fait partie des bouches de Bonifacio et de la réserve naturelle des Bouches de Bonifacio.

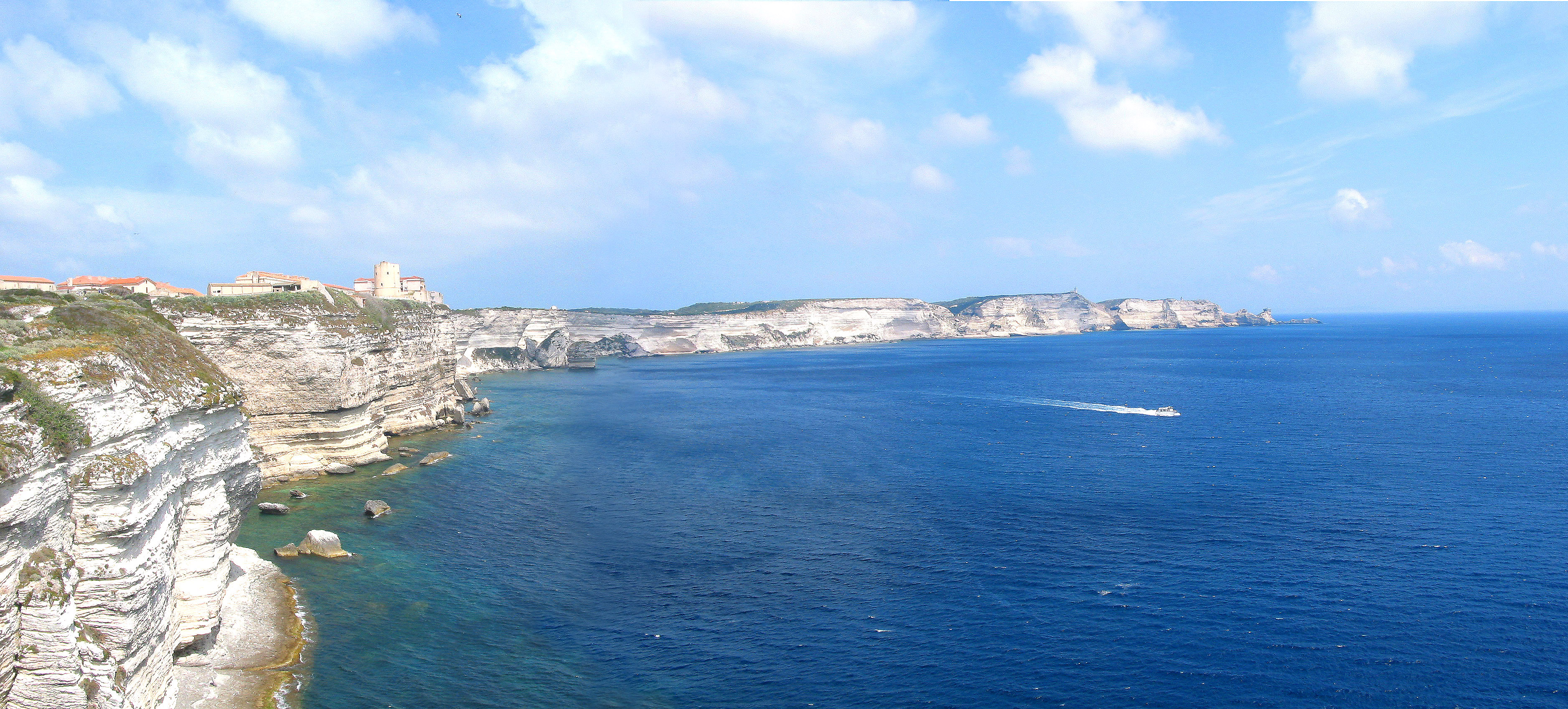
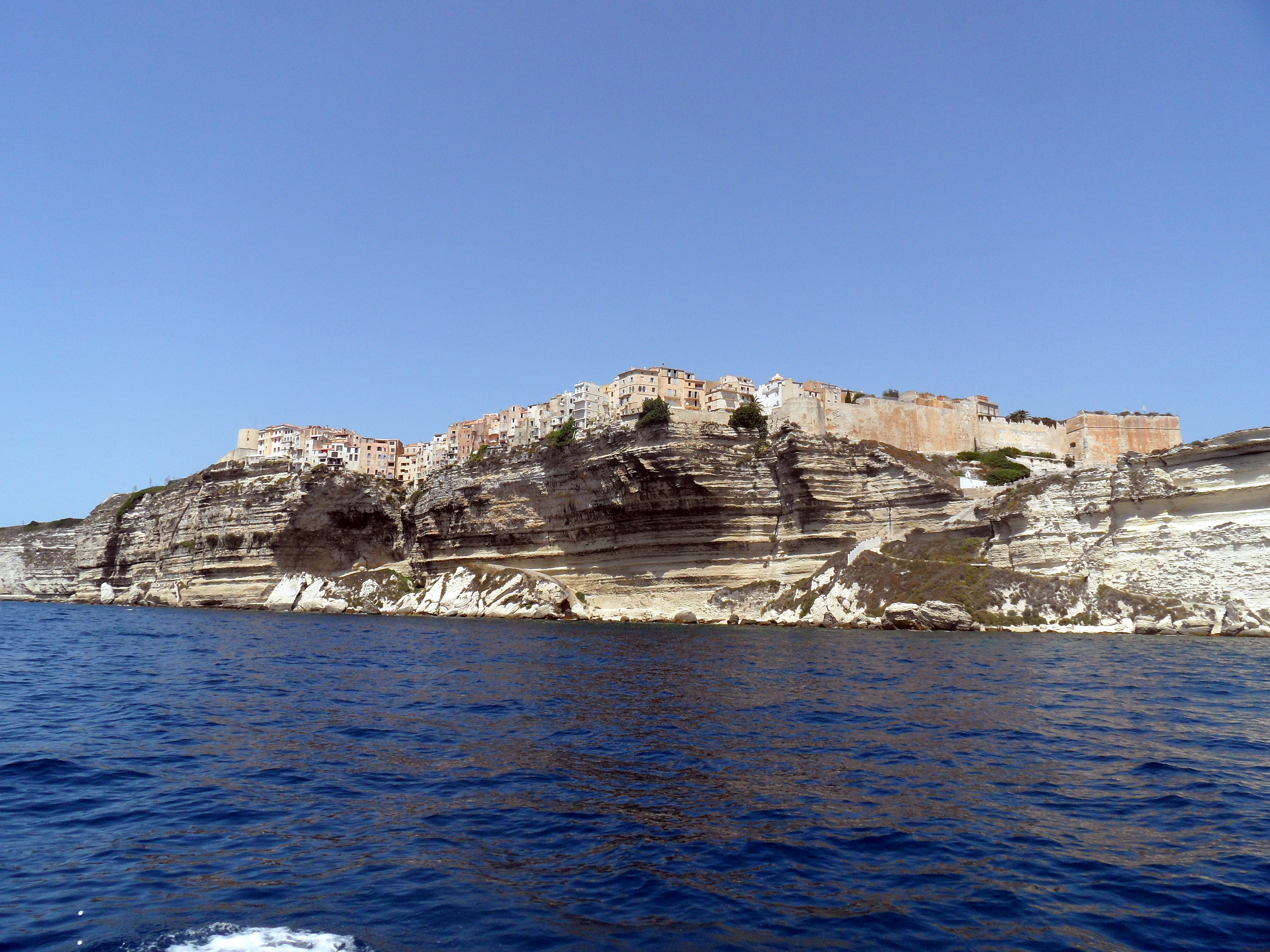